# ZEGG

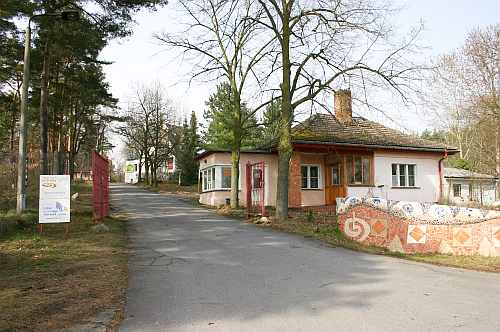
ZEGG, März 2007

Das ZEGG (Zentrum für Experimentelle Gesellschaftsgestaltung) ist ein Bildungszentrum und soziokulturelles Modellprojekt in Bad Belzig, das sich insbesondere mit Fragen der Ökologie und freien Sexualität befasst. Betreiberin ist die ZEGG gGmbH, die seit 2014 als gemeinnützig anerkannt ist.

## Vorgeschichte des Geländes
Die ZEGG-Gemeinschaft hat die Geschichte des Platzes recherchiert; alte Fotos, Zeitdokumente und Berichte sind im Seminargebäude des Geländes ausgestellt. Das 80 km südwestlich von Berlin gelegene Gelände wurde erstmals 1919 besiedelt, es entstand ein landwirtschaftlicher Betrieb mit Gartenbau und Kleintierhaltung. Der damalige Besitzer überschrieb das Gelände Anfang der 1930er Jahre der SS. Für die Olympischen Sommerspiele 1936 trainierte die deutsche Mannschaft der Military-Reiter auf dem Platz. Danach wurden Führer der Hitlerjugend und des Bundes deutscher Mädchen auf dem Gelände ausgebildet. Es wurde das Sportlerheim Belzig erbaut, das Ziel von Urlaubsreisen im Rahmen der Massenorganisation Kraft durch Freude war. In den 1950er Jahren war es Ausbildungsstätte des FDGB. Anfang der 1960er Jahre übernahm es dann die Hauptverwaltung A des Ministeriums für Staatssicherheit und wandelte es in einen Ausbildungsplatz für Auslandsagenten unter Markus Wolf um. Die Einrichtung war als „GST-Schule“ getarnt und von den Belzigern mit diesem Namen bezeichnet. Als der übergelaufene Doppelagent Werner Stiller die Agentenschule 1988 enttarnte, wurde sie an einen anderen Ort verlegt. Zur Wendezeit 1989 war gerade damit begonnen worden, das Gelände zu einem Sanatorium umzubauen.

## Geschichte des Zentrums
Das Konzept des ZEGG entstand aus Ideen des Psychologen und Esoterikers Dieter Duhm. 1978 hatte Duhm in Süddeutschland das Gemeinschaftsprojekt „Bauhütte“ gegründet, um ein Modell für eine gewaltfreie Kultur zu schaffen. Einen Schlüssel dazu sah die Gemeinschaft in der „Heilung der Liebe zwischen Mann und Frau“. Sie experimentierte deshalb unter anderem mit intensiven Gruppenprozessen und freier Sexualität. Sie verstand ihre Lebensweise als politisches Statement und ging damit an die Öffentlichkeit, was kontroverse Berichte in der Presse auslöste. Vor allem von kirchlicher Seite wurden Sektenvorwürfe erhoben, von linken Gruppen der Vorwurf des Sexismus. Duhm, der selbst nie im ZEGG lebte, und Sabine Lichtenfels gründeten zudem 1994 das „Heilungsbiotop“ Tamera in Portugal.
Eine aus der „Bauhütte“ hervorgegangene Gruppe gründete 1991 die ZEGG GmbH, die das Gelände 1991 für 2,1 Millionen DM von der Treuhandanstalt kaufte und im Rahmen des „Aufbau Ost“ eine Anschubfinanzierung in Höhe von 650.000 DM erhielt.
Im ZEGG lebten 2019 110 Menschen, darunter 15 Kinder und Jugendliche, die Kindertagesstätten und Schulen der Umgebung besuchen. Die meisten Bewohner leben in Wohngemeinschaften, andere als Paar oder allein. Auf dem 16 ha großen Gutshof der ZEGG gGmbH befinden sich ein Gästehaus mit Restaurant, diverse Veranstaltungs- und Seminarräume, verschiedene Wohnhäuser, Werkstätten, ein Atelier und mehrere kleine Lehmbauten. Das Zentrum finanziert sich über ein Veranstaltungsprogramm mit jährlich über 120 Workshops, Seminaren und Festivals und fast 20.000 Gästeübernachtungen (Stand 2014). Der Betrieb wird kooperativ in Form eines soziokratischen Modells geführt. Entscheidungen trifft ein Plenum, in dem die dauerhaft am ZEGG lebenden Gemeinschaftsmitglieder gleiches Stimmrecht haben. Zusätzlich gibt es ein „Visionsrat“ genanntes Beratungs- und Aufsichtsgremium.

## Ziele
Erklärtes Ziel des Zentrums ist es, einen langfristig tragfähigen gemeinschaftlichen Lebensstil zu etablieren und eine kooperative und nachhaltige Lebensweise zu vermitteln. Themenschwerpunkte sind Ökologie und Permakultur, Liebe und Sexualität sowie künstlerische Angebote wie Mal- und Singkurse, Tanzabende, Vorträge und kulturelle Veranstaltungen.

### Ökologie
Die ZEGG gGmbH erzeugt 100 % ihres Wärmebedarfs und 85 % des Stromes auf dem Gelände fast ausschließlich aus erneuerbaren Quellen oder Abwärme. Das eigene Heizkraftwerk wurde bereits 1991 auf Holzhackschnitzel umgestellt, die vor allem aus den umliegenden Wäldern gewonnen werden. Strom und Warmwasser werden von vier Photovoltaikanlagen und drei gasbetriebenen Blockheizkraftwerken produziert. Die Abwärme des großen Kühlhauses wird zur Erwärmung des Wassers genutzt. Durch Wärmedämmung der Gebäude konnte der Energieverbrauch von 1991 bis 2012 um circa 40 % gesenkt werden. 2011 erhielt das ZEGG den zweiten Preis des Agenda 21-Wettbewerbs des Landkreises Potsdam-Mittelmark für die Umsetzung dieses Energiekonzepts.
Das ZEGG hat auf dem Gelände einen naturnahen Wasserkreislauf aufgebaut. Seit 1992 ist eine ökologische Pflanzenkläranlage in Betrieb, die die gesamten Abwässer reinigt.
Gestaltung und Nutzung des Geländes orientieren sich an Ideen der Permakultur. So wurde der sandige Boden durch Mulchen, Gründüngung und Einbringen von Tongranulat nährstoffhaltiger gemacht. Seit 2013 experimentiert das ZEGG mit Terra-Preta-Herstellung unter Nutzung von gesammeltem Urin. Der Urin wird über Sammelstellen im Gelände und wasserlose Pissoirs aus dem Abwasserkreislauf herausgehalten. Auf diese Weise können die enthaltenen Wertstoffe (v. a. Stickstoff, Phosphat) zum Bodenaufbau genutzt werden.
In geschützten Lagen wachsen Pfirsiche, Wein, Kiwis, Maulbeeren und Feigen. Im ZEGG-Garten (2 ha) werden Obst und Gemüse nach den Richtlinien des ökologischen Landbaus angebaut. Die Versorgung aus dem eigenen Garten deckt etwa die Hälfte des Verbrauchs an Obst und Gemüse. Die Küche im ZEGG ist vegetarisch und teilweise vegan. Zugekauft werden Lebensmittel aus Bio-Produktion, aus der Region oder aus fairem Handel.
Das ZEGG ist Ökodorf und Mitglied im Zusammenschluss der Ökodörfer GEN. Seit 2001 ist das ZEGG Mitglied bei Attac.

### Liebe, Sexualität und Gemeinschaft
Von besonderer Bedeutung ist für die ZEGG-Gemeinschaft die Frage, wie Liebesbeziehungen gelingen können und Sexualität erfüllend gelebt werden kann. In der Anfangszeit war die Idee der freien Liebe im ZEGG prägend. Inspiriert von den Ideen Duhms, wurde nach einer Form des Zusammenseins gesucht, in der Angst und Besitzdenken in der Liebe überwunden werden können. Nach dem radikalen Aufbruch der ersten Jahre sind im Laufe der Zeit partnerschaftliche Bindungen stärker in den Vordergrund gerückt, auch Sinnlichkeit und Körperkontakt ohne sexuellen Anspruch spielen eine große Rolle. Das ZEGG versteht sich als Ort, an dem unterschiedliche Formen sexueller Verbindung möglich sind. So gibt es viele offene Beziehungen, in denen erotische Abenteuer oder feste Geliebte Platz haben. Es gibt Menschen, die mehrere sexuelle Freundschaften pflegen, monogam lebende Paare und gleichgeschlechtliche Liebesbeziehungen.
Ziel ist ein System menschlicher Beziehungen, das dem Einzelnen Wahrhaftigkeit und Zugehörigkeit ermöglicht. Wichtiges Handwerkszeug der Gemeinschaft sind Kommunikation und offener Umgang mit Fragen von Liebe und Sexualität. Ein Mittel dazu ist das „Forum“, eine psychodrama-ähnliche, ritualisierte Form der Kommunikation zwischen dem Einzelnen und der Gruppe. Es wurde in den frühen 80er Jahren vom Vorläuferprojekt des ZEGG, der Bauhütte, unter dem Namen SD (Selbstdarstellung) entwickelt. Das „ZEGG-Forum“ findet in Gruppen von 12 bis 50 Teilnehmern statt. Eine Person geht in die Mitte des Kreises und teilt mit, was sie bewegt, unterstützt von Moderatoren. Anschließend geben die Zuschauer aus dem Kreis, falls gewünscht, sogenannte „Spiegel“, subjektive Wahrnehmungen oder Reflexionen zum zuvor Gehörten. Laut ZEGG sei das Forum ein Katalysator zur Persönlichkeitsentwicklung und eine gruppendienliche vertrauensbildende Maßnahme. Es verbessere die Teamfähigkeit und helfe, Transparenz in Beziehungen herzustellen und soziale und psychische Spannungen abzubauen.

## Kritik und Kontroversen
Öffentliche Kontroversen über das ZEGG gab es insbesondere in der Frühzeit. Dieter Duhm hatte in seinem Buch Angst im Kapitalismus (1972) unter anderem den vulgärpsychologischen Ansatz vertreten, dass Frauen durch den unbewussten Wunsch der Vergewaltigung durch den eigenen Vater lebenslang Vergewaltigungsphantasien hegten und teilweise durch eine reale Vergewaltigung ihren ersten Orgasmus erleben könnten. Frauen genössen die gewaltsame Triebbefriedigung; diejenigen unter ihnen, die sich gegen Vergewaltigung engagierten, bekämpften eigentlich den eigenen Wunsch nach masochistischer Befriedigung. Diese verharmlosende Haltung zur Vergewaltigung wurde insbesondere von feministischer Seite heftig kritisiert.
Das ZEGG geriet unter Bezug auf diese Aussagen Duhms wegen seiner sexuellen Ausrichtung und eines als sexistisch bewerteten Frauenbildes in die Kritik. Zudem wurden der Gemeinschaft eine autoritäre Struktur, Merkmale einer Psychosekte, Sexismus und pädophile Tendenzen attestiert.
Besonders scharfe Angriffe kamen von Jutta Ditfurth; sie bezeichnete das ZEGG 1996 als „autoritäre Sex-Sekte“, kritisierte die Nähe zu Otto Muehl, Rudolf Bahro und der Findhorn-Bewegung und warf dem Zentrum Nähe zur NS-Ideologie und die Verharmlosung von Kindesmissbrauch vor, da bei Seminaren vermittelt worden sei, hinter den Prozessen wegen sexueller Gewalt stehe „eine »Zusammenarbeit von organisiertem Feminismus, Presse und Kirche« und »der Hass durchgedrehter Radikalfeministinnen«“.
Das ZEGG wies 2013 in einer ausführlichen Stellungnahme diese Vorwürfe zurück.
Inzwischen erfährt das ZEGG auch aus Kreisen der lokalen Politik und Wirtschaft Anerkennung. Anlässlich seines 25-jährigen Bestehens 2016 sagte der stellvertretende Landrat des Landkreises Potsdam-Mittelmark Christian Stein (CDU) „Wenn der ganze Landkreis ökologisch so handeln würde, wie Sie es hier tun, hätten wir deutlich weniger Probleme.“ Zudem sei das ZEGG ein bedeutender Wirtschaftsfaktor für die Region. Christian Kirchner, der Geschäftsführer der Bad Belzig Kur GmbH, sagte, „vor allem ist das ZEGG eine Bereicherung für das Denken der Menschen in diesem dünn besiedelten Landstrich“.

## Bücher, Broschüren, Artikel
- Louis Lerouge: ZEGG: Sexismus, Rassismus und New Age. In: Schwarzer Faden, 14. Jg., Heft Nr. 47 (3/93), S. 24–29 (anarchistische Kritik)
- Luther Brünzels: ZEEG. Broschüre 2007, als PDF-Datei (Memento vom 27. November 2013 im Internet Archive)
- Isabelle Fremeaux, John Jordan: Pfade durch Utopia. Ein Buch-Film, Edition Nautilus, 2012
- Engelhardt, Marc: Völlig utopisch. 17 Beispiele einer besseren Welt, Random House, 2013
- Alastair Fuad-Luke, Anja-Lisa Hirscher and Katharina Moebus: Agents of Alternatives. Redesigning our realities, 2015

## Medienecho
- Gerd Nowakowski: Welterlösung durch freie Liebe, TAZ, 30. Juli 1993
- Frank Nordhausen: Im brandenburgischen Belzig wirbt eine Psychogruppe mit Sex als Allheilmittel Die Diktatur der freien Liebe. Berliner Zeitung online, 22. Oktober 1997.
- Kirsten Küppers: Freie Liebe und Sojawürstchen. TAZ, 8. August 1998
- Martin Zürcher: ZEGG (relinfo.ch / Evangelische Informationsstelle), 2000
- Florian Höhne: Das Dorf der Lebensmöglichkeiten. TAZ online 24. Juli 2004
- Dawn Porter: testet die freie Liebe auf YouTube, The Incubator 2007, gezeigt auf ZDFneo am 26. Februar 2011[17]
- Valentin Hacken: Warum tut man sich das alles an? Alternative Gemeinschaftsformen: vom Ökodorf zur Wagenburg. Erziehungskunst, Dezember 2012
- Jochen Metzger: Auf der Suche nach einem anderen Leben. FÜR SIE, 15. August 2014
- Veronica Frenzel: Kommune Zegg in Brandenburg. Der Traum von der freien Liebe. Tagesspiegel online, 17. Juni 2015
- zum 25-jährigen Bestehen des Zegg: Saskia Kirf: Brandenburgs Öko-Kommune feiert Jubiläum, in Märkische Allgemeine Zeitung, am 4. Juli 2016, verfügbar auf maz-online.de, aufgerufen am 22. September 2018
- Saskia Kirf: Netzwerk als Vorreiter der regionalen Entwicklung, in Märkische Allgemeine Zeitung, am 18. August 2016, verfügbar auf maz-online.de, aufgerufen am 22. September 2018